# 문 (1977년 영화)
"문"은 김지헌 각본, 유현목 감독의 1977년 영화이다.

## 개요
"만추"(晩秋) 등 명작 시나리오로 일본·중국 등지에 알려진 김지헌(金志軒)의 역작 오리지널 시나리오를 유현(幽玄)한 한국의 풍치(風致) 속에서 그려낸 오서독스한 영화로서, 유현목(兪賢穆)의 치밀한 연출과 정일성(鄭一成) 카메라맨의 구도(構圖)가 앙상블을 이룬 수작(秀作)이다.

## 줄거리
일본의 전통악기인 고또(琴)의 명인인 세이징(박근형)은 어느날 한국 가야금 연주를 듣다가 심취되어 그 음악의 원류(源流)를 찾아 한국으로 온다. 마침 제주도 한라산 기슭에는 가야금의 대가인 우단 선생(최불암)이 자신의 기량을 물려준 딸 가실(방희)과 함께 살고 있었다. 세이징이 몇 번이나 신청한 면회를 끝내 사절하던 우단도 단검을 빼어놓곤 가야금 탄주를 못듣고 갈 바엔 자결하겠다는 일본인다운 끈질긴 집념에 하는 수 없이 탄주를 한다. 손 마디마디에서는 피가 흐른다. 일제의 고문으로 인한 파상풍으로 손을 앓고 있는 처지였던 것이다. 우단이 적어 준 ‘낙이불류, 애이불비’(樂而不流, 哀而不悲)라는 은박지에 쓴 문구를 꼬옥 쥔 채 밖으로 뒤쳐나간 세이징은 한라산 백록담 근처에서 끝내 목숨을 잃는 수수께끼 같은 죽음을 맞았던 것이다. 이 모든 사건은 회상 형식으로 전개되어 세이징의 아들 준(이영하)이 한국에 나와서 아버지의 죽음을 추적하던 끝에 그 의문의 해답을 구하게 된다. 그동안 가실과 교류되었던 정분도 일본서 뒤따라 온 약혼녀(조영숙)로 인하여 아쉬운 이별을 하게 된다.

## 출연
- 최불암
- 이영하
- 방희